# Iakob Gogebashvili
Iakob Gogebashvili (15 ottobre 1840 – 1º giugno 1912) è stato un pedagogista georgiano.
Scrittore e giornalista per bambini è considerato il fondatore della pedagogia scientifica in Georgia. Attraverso il suo sussidiario, Lingua madre (დედა ენა), che in una forma modificata funge ancora oggi da libro di testo nelle scuole georgiane, ogni georgiano dal 1880 ha imparato a leggere e scrivere nella propria lingua madre.

## Libri
- David Marshall Lang|Lang, David Marshall (1962), A Modern History of Georgia. Londra: Weidenfeld and Nicolson.
- Rayfield, Donald (2000), The Literature of Georgia: A History: 2nd edition. Routledge, ISBN 0-7007-1163-5.
- Ronald Grigor Suny|Suny, Ronald Grigor (1994), The Making of the Georgian Nation. Indiana University Press, ISBN 0-253-20915-3.